# Chasmanthium latifolium
Chasmanthium latifolium là một loài thực vật có hoa trong họ Hòa thảo. Loài này được (Michx.) H.O.Yates mô tả khoa học đầu tiên năm 1966.

## Hình ảnh

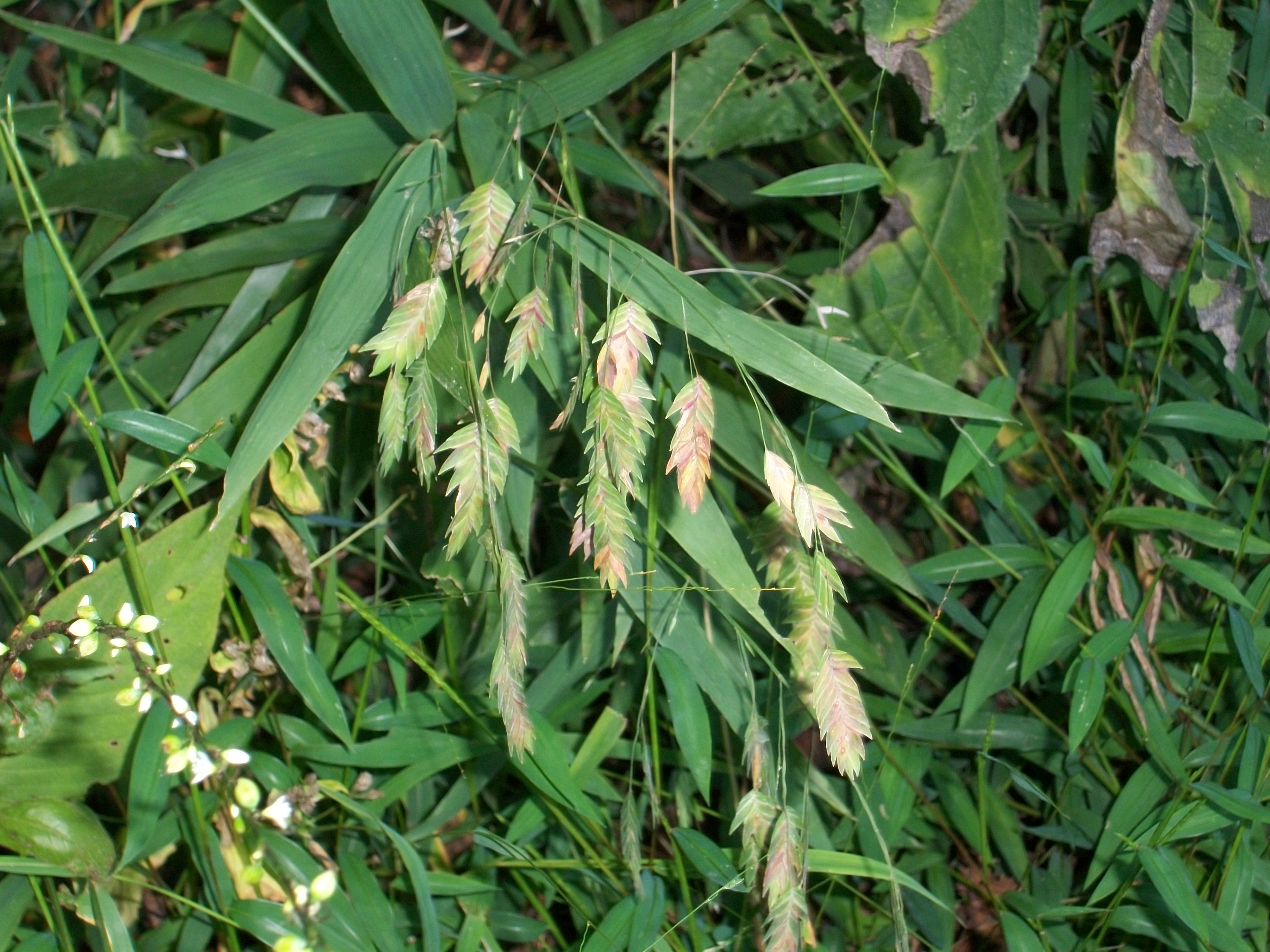
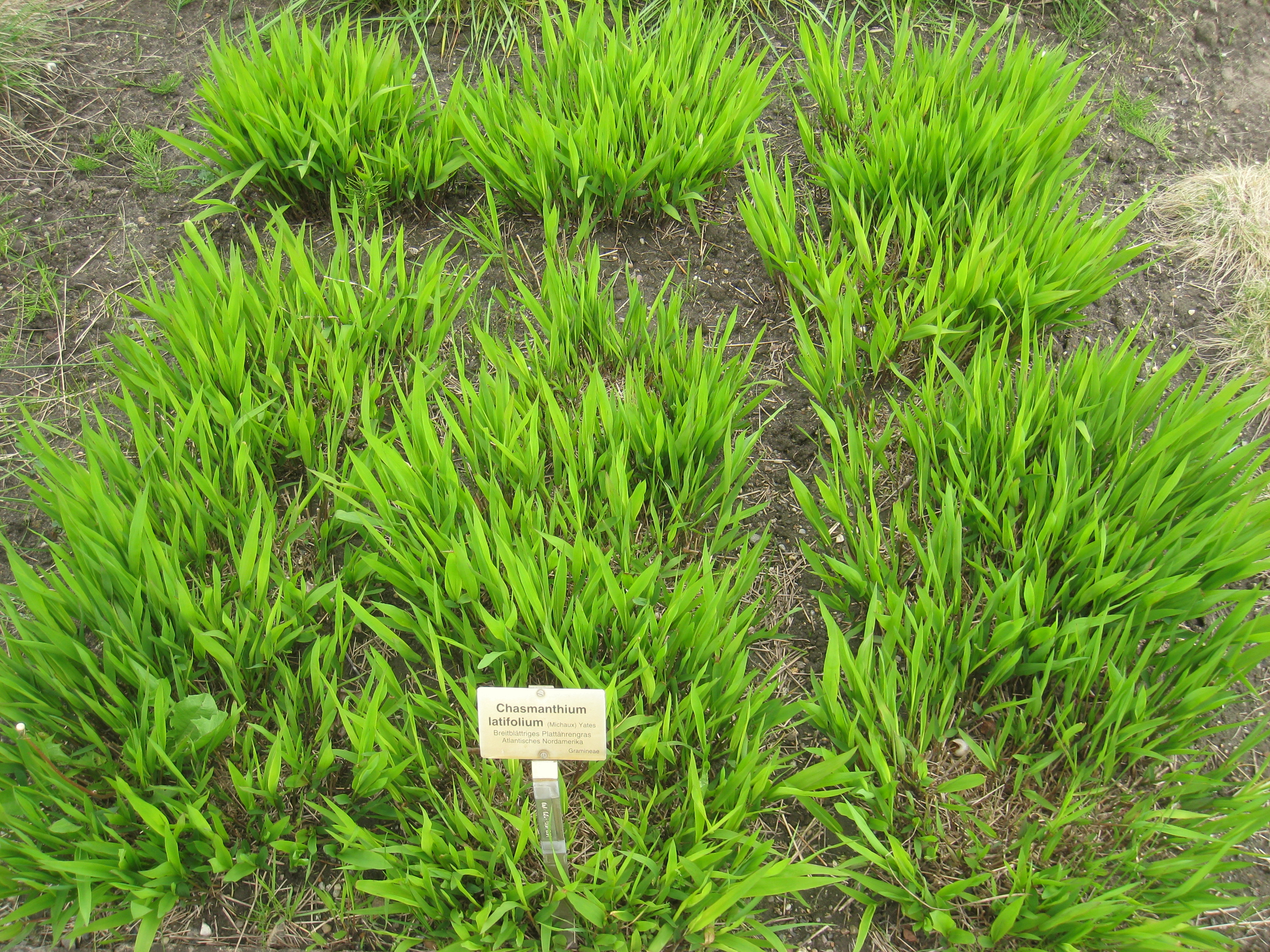
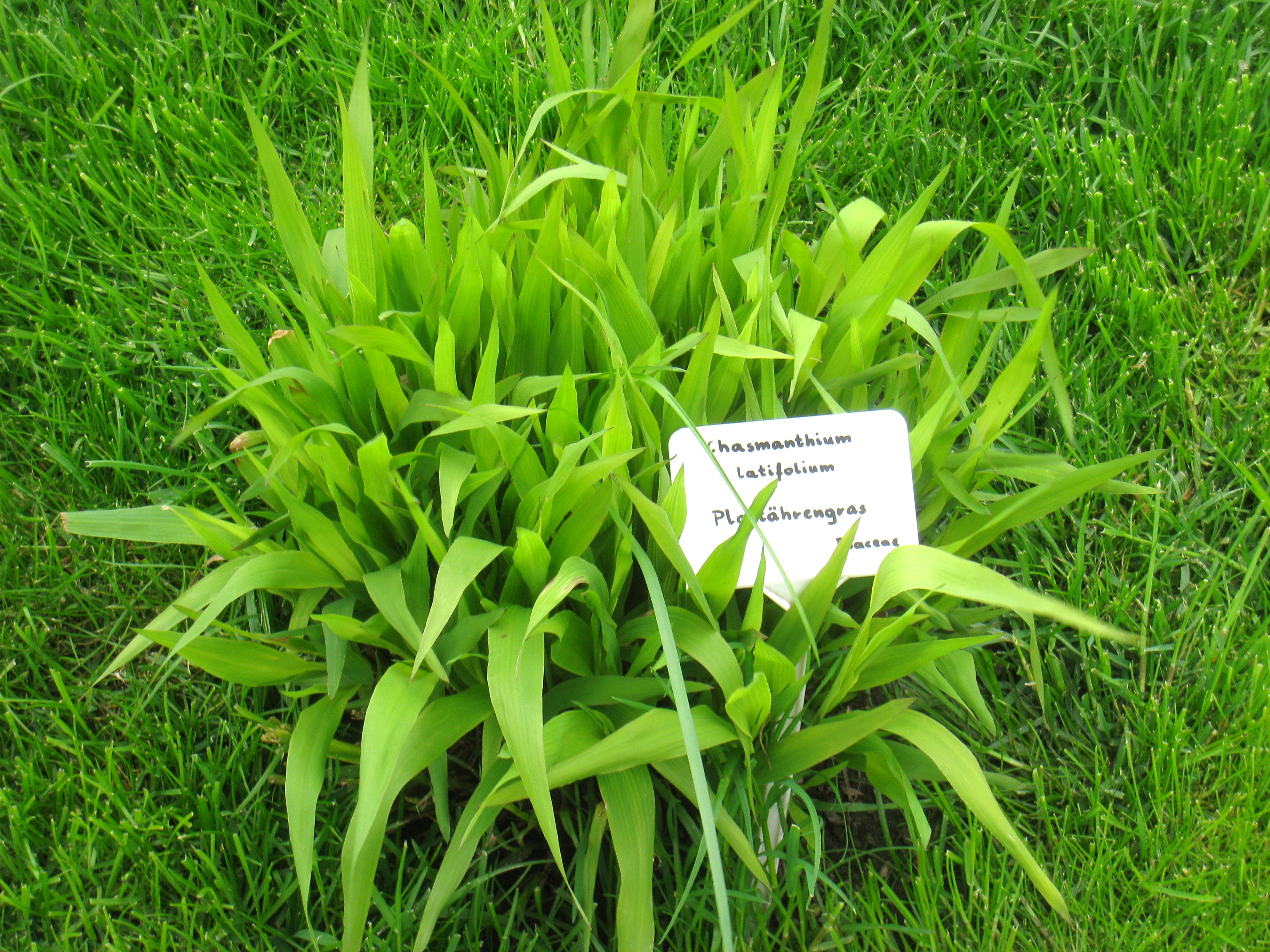
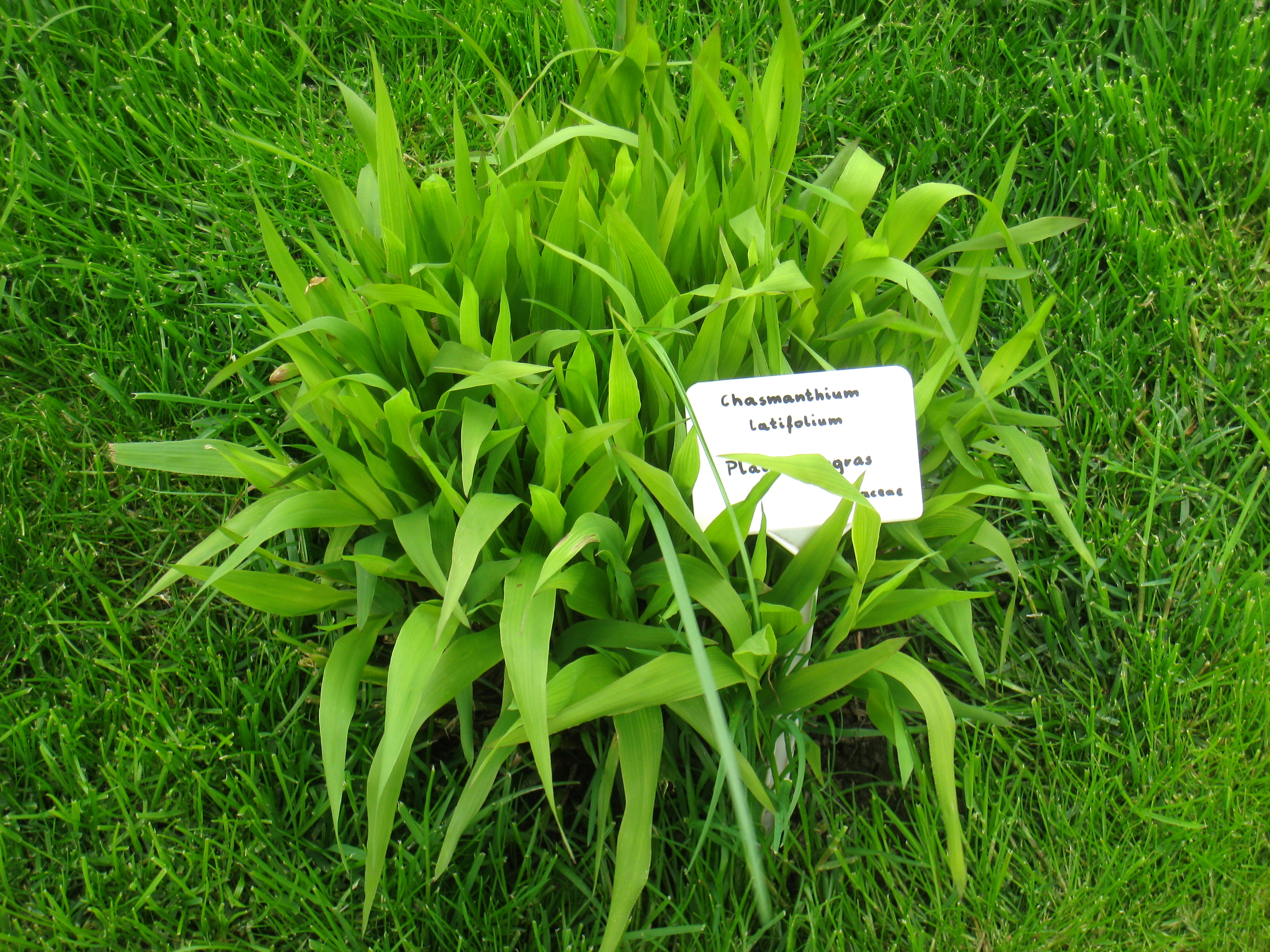